# German Erd

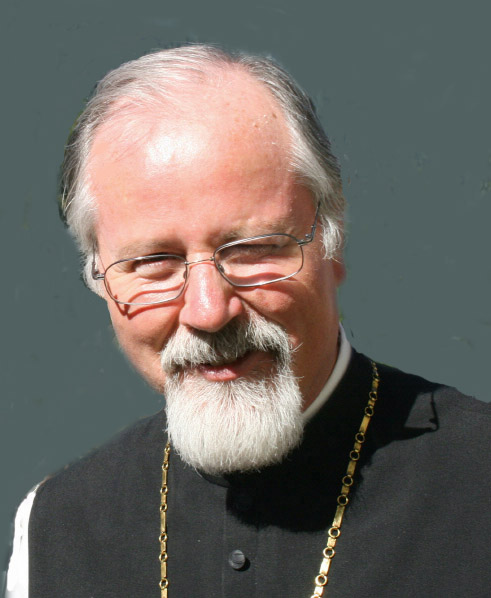
German Erd

German Erd OCist (* 9. Mai 1948 in Vils im Außerfern) ist ein österreichischer Zisterzienser und ehemaliger Schulleiter. Er war von 2003 bis 2024 der 44. Abt des Stiftes Stams im Tiroler Oberland.

## Leben
German Erd wurde als jüngstes von sechs Kindern seiner Eltern geboren. Er besuchte das zum Stift Stams gehörende Gymnasium in Stams und trat nach der Matura der Ordensgemeinschaft der Zisterzienser bei. Er studierte Katholische Theologie und Englisch in Innsbruck, Salzburg und Oxford. Am 25. August 1974 wurde er von Bischof Paulus Rusch in der Stiftskirche zum Priester geweiht.
In den folgenden Jahren war Pater German Erd Erzieher, Lehrer und sieben Jahre lang Internatsleiter in Stams. In den Jahren 1986 bis 2002 war er Pfarrer von Obsteig. Von Beginn des Schuljahres 2002/2003 bis zum 1. Dezember 2011 war er Direktor des neusprachlichen Gymnasiums Meinhardinum Stams mit mehr als 600 Schülerinnen und Schülern.
Am 15. Oktober 2003 wurde er vom Konvent des Stiftes zum 44. Abt als Nachfolger des aus Altersgründen ausgeschiedenen Abtes Josef Maria Köll gewählt. Sein Wahlspruch lautet: Dei misericordiae confidens – Der Barmherzigkeit Gottes vertrauend.

## Auszeichnungen
- 2004: Ehrenmitglied der katholischen Studentenverbindung AV Austria Innsbruck im ÖCV
- 2007: Ehrenzeichen des Landes Tirol
- 2010: Ernennung zum Hofrat
- 2010: Großkreuz der Verdienstauszeichnung „pro piis meritis“ für Verdienste um das „Internationale Malteser-Sommerlager 2008“
- 2012: Aufnahme in die Bruderschaft von Santa Maria dell’Anima („Animabruderschaft“)
- 2023: Ehrenbürger von Vils[1]